# Paço de São Lourenço de Trasouto
O Paço ou Convento de São Lourenço de Trasouto (em galego: San Lourenzo de Trasouto) é um antigo convento e pazo (palácio) cuja construção remonta ao século XIII. Situa-se na cidade de Santiago de Compostela, Galiza, Espanha, junto ao carvalhal (carballeira) de São Lourenço. Desde 1979 que está classificado como Bem de Interesse Cultural (BIC). Em 2011, ali funcionava um restaurante e usado para eventos.

## História e descrição sumária
O edifício foi mandado construir pelo bispo de Zamora Martín Arias, em 1216, quando foi fundada uma ermida. No século XV era propriedade dos condes de Altamira que o usavam como residência. Foi depois cedido aos franciscanos. Atualmente é propriedade dos duques de Soma, descendentes dos fundadores.
No século XVIII foi construído o claustro, a sacristia e foi erigido um cruzeiro, tendo-se alterado a planta da igreja para cruz latina, com uma nave em quatro tramos e abóbada de canhão. Da igreja românicas conservam-se três tramos da nave e o pórtico da entrada. O retábulo é uma bela peça em mármore de Carrara, executada em oficinas lombardas no século XVI; segundo algumas fontes teria estado originalmente no convento de São Francisco de Sevilha, de onde foi transladado por ordem dos condes de Altamira.
A portada lateral data de 1760; nela se encontra um nicho com uma imagem de São Lourenço. O claustro tem dois andares, com arcos de meio ponto. Tem um jardim com sebes de buxo, podados com formas de símbolo da fé cristã: a concha de Santiago, a cruz de São Domingos, a da Ordem de Calatrava, Alfa e Ómega, etc. No lado ocidental, uma escadaria de pedra conduzem a uma fonte encimada por uma escultura da Virgem coberta de heras.